# Oh!
Oh! ist das zweite Studioalbum von Girls’ Generation. Es wurde am 28. Januar 2010 von S.M. Entertainment in Südkorea veröffentlicht. Am 22. März wurde das Album mit drei weiteren Liedern mit dem Titel Run Devil Run wiederveröffentlicht.

## Veröffentlichung
Nachdem Girls’ Generation die K-Pop-Szene 2009 dominierten und im südkoreanischen Fernsehen omnipräsent waren, erschien bereits am 25. Januar 2010 das neue Lied „Oh!“ digital zum Download und entwickelte sich schnell zu einem großen Hit in Südkorea. Das Musikvideo erschien am 27. Januar. Schließlich erschien am 28. Januar das vollständige Album. Zusätzlich wurde auch noch eine „Tanzversion“ des Musikvideos veröffentlicht.
Das Album wurde über iTunes in mehr als 80 Ländern veröffentlicht, unter anderem in Deutschland, Frankreich, Großbritannien, Japan und den USA.

## Musikstil und Konzept
Das Konzept für das Album Oh! zeigt die neun Sängerinnen in Cheerleader-Kleidung und soll die „süße“ Seite von Girls’ Generation zeigen. Dieses Cheerleading-Konzept war passend zu den Olympischen Winterspielen 2010 und der Fußballweltmeisterschaft.
kenzie, der schon zuvor die Debüt-Single „Into the New World“ von Girls’ Generation komponierte, schrieb auch den Elektropopsong „Oh!“. Beim zugehörigen Musikvideo führte Cheo Soo-hyun Regie. Die Nummern, welche die Mädchen tragen, haben sie sich zuvor selber ausgesucht.
Das Lied „Sweet Talking Baby“ („뻔&Fun“) verwendet als Hintergrundmusik das „Menuett aus dem Streichquintett E-dur“ von Luigi Boccherini.

## Titelliste
| Nr. | Titel                                              | Songschreiber | Länge |
| --- | -------------------------------------------------- | --- | ----- |
| 1   | Oh!                                                | Kim Yeong-hu, Kim Jeong-bae, kenzie                                                                                      | 3:08  |
| 2   | Show! Show! Show!                                  | Kim Bu-min, hitchhiker                                                                                                   | 3:38  |
| 3   | 뻔&Fun (Sweet Talking Baby)                        | Song Jae-won, Double J Show                                                                                              | 3:30  |
| 4   | 영원히 너와 꿈꾸고 싶다 (Forever)                  | Kim Jin-hwan | 4:29  |
| 5   | 웃자 (Be Happy)                                    | E-TRIBE, J-STA, Gong Hyeon-sik                                                                                           | 3:30  |
| 6   | 화성인 바이러스 (Boys & Girls) –feat. key (SHINee) | Hwang Chan-hi, Jo Eun-hi, Park Jun-ho                                                                                    | 3:46  |
| 7   | 카라멜 커피 (Talk To Me)                           | Kim Hi-won, Machan Taylor, Jo Yong-hun                                                                                   | 3:26  |
| 8   | 별별별 (☆★☆)                                       | E-TRIBE, Go Myeong-jae                                                                                                   | 4:30  |
| 9   | 무조건 해피엔딩 (Stick Wit U)                      | Lee Jae-myeong | 2:46  |
| 10  | 좋은 일만 생각하기 (Day by Day)                    | Yu Yeong-seok, MIHO | 3:50  |
| 11  | Gee                                                | E-TRIBE | 3:22  |
| 12  | 소원을 말해봐 (Genie)                              | Yoo Young-jin, Anne Judith Wik, Robin Jenssen, Ronny Svendsen, Nermin Harambasic, Fridolin Nordsø Schjoldan, Yoo Han-jin | 3:49  |

## Run Devil Run
Am 22. März 2010 wurde das Album unter dem Titel Run Devil Run mit drei weiteren Musikstücken neuveröffentlicht. Mit diesem geht die Gruppe einen erwachseneren Weg abseits des „Süßen-Image“. Das Lied „Run Devil Run“ wurde bereits am 17. März digital veröffentlicht.
„Run Devil Run“ wurde von Busbee, Alex James und Kalle Engström geschrieben. Die US-amerikanische Sängerin Kesha nahm eine Demoversion des Songs auf, die jedoch nie offiziell veröffentlicht wurde. S.M. Entertainment kaufte die Rechte an dem Lied und Hong Ji-yu schrieb einen koreanischen Text für Girls’ Generation. Das Musikvideo erschien am 18. März 2010. Die Choreografie stammt von Lisette Bustamante und Beat Burger (Sim Jae-won).
| Nr. | Titel                           | Songschreiber                                                                               | Länge |
| --- | ------------------------------- | ------------------------------------------------------------------------------------------- | ----- |
| 1   | Run Devil Run                   | Hong Ji-yu, Busbee, Alex James, Kalle Engström                                              | 3:21  |
| 3   | Echo                            | Taehoon, Thomas Troelsen, Mikkel Remee Sigvardt, Lucas Secon, Hwang Seong-je, Lee Ju-hyeong | 3:30  |
| 4   | 별별별 (☆★☆) –Acoustic R&B ver. | E-TRIBE, Go Myeong-jae                                                                      | 4:28  |

## Promotion
Der Titel wurde erstmals live am 30. Januar 2010 in der Sendung Music Core von MBC aufgeführt. Allerdings gab es während der Live-Übertragung gegen Ende des Auftrittes für einige Sekunden einen Bildausfall. Daraufhin wurde der Sender mit Beschwerden überhäuft. Der Vorfall wurde auch auf YouTube parodiert, indem der Benutzer CodeMonmon Clips von der Dramaserie Iris und den Auftritt von Girls’ Generation „mixte“. Bei ihren Comeback bei Music Bank gewann die Gruppe den „K-Chart“ gegen CN Blue und 2PM und brach mit 23.077 Punkten den Rekord für das höchste Ergebnis.
In der Musiksendung Music Core traten Girls’ Generation zu Ehren der Eiskunstlauf-Goldmedaillengewinnerin Kim Yuna am 6. März 2010 mit „Oh!“ in „Lotte World's Ice Skating Rink“ auf. Eine Woche darauf, am 13. März beendete die Band ihre Promotion für „Oh!“ in Music Cores Goodbye Stage.
Den ersten Auftritt mit dem Lied „Run Devil Run“ hatte die Band am 18. März bei der Show Music Bank. Im Zuge der Promotions zu Run Devil Run wurde am 26. März 2010 in Zusammenarbeit mit dem Musikportal Bugs eine Smartphone-App veröffentlicht, die unter anderem auch im deutschen iTunes Store erschien.

## Chartplatzierungen und Auszeichnungen
Direkt nach Veröffentlichung des Liedes „Oh!“ erreichte es den ersten Platz einiger südkoreanischer Online-Portale. Der Musiktitel stieg direkt auf Platz 2 der KBS-World-Charts ein. In der zweiten Woche belegte das Lied den ersten Platz in den südkoreanischen Gaon Charts.
Mit diesem Album gelang Girls’ Generation in Japan ein Achtungserfolg, indem Oh! in der zweiten Februarwoche auf Platz 54 der japanischen Oricon-Charts einstieg, ohne dass die Band das Album dort promotete.
Das Album Oh! belegt den zweiten Platz der südkoreanischen Jahrescharts 2010 und Run Devil Run erreichte den vierten Platz. 2010 wurden 197.934 Einheiten des Albums Oh! verkauft und 136.851 Kopien von Run Devil Run.
- 2010: 25th Golden Disk Awards – Disk Daesang Award und Disk Bonsang Award[17]
- 2011: Korean Association of Seoul Artists & Culture (KASAC) – Best Pop Artist Award[18]